# Ủy ban Nạn nhân Bom Nguyên tử
Ủy ban Nạn nhân Bom Nguyên tử (ABCC) (Tiếng Nhật: 原爆傷害調査委員会, Genbakushōgaichōsaiinkai Tiếng Anh:Atomic Bomb Casualty Commission) là một ủy ban được thành lập năm 1946 theo chỉ thị của Tổng thống Harry S. Truman gửi tới Viện Hàn lâm Khoa học Quốc gia Hoa Kỳ - Hội đồng Nghiên cứu Quốc gia Hoa Kỳ nhằm tiến hành các cuộc điều tra về các tác động muộn của phóng xạ trên các nạn nhân bom nguyên tử ở Hiroshima và Nagasaki. Vì đây là một tổ chức được lập ra chỉ để nghiên cứu khoa học và học thuật, không phải để cung cấp chăm sóc y tế và cũng bởi vì nó nhận được sự hỗ trợ lớn từ Hoa Kỳ, ABCC thường bị đa số các nạn nhân và người dân Nhật Bản nghi ngờ. Ủy ban này hoạt động gần ba mươi năm trước khi giải thể vào năm 1975.

## Lịch sử
Ủy ban Nạn nhân Bom Nguyên tử (ABCC) được thành lập sau cuộc tấn công của Hoa Kỳ vào Hiroshima và Nagasaki ngày 6 và 9 tháng 8 năm 1945. Ban đầu ABCC bắt đầu như một Ủy ban Liên hợp . ABCC đặt mục tiêu thu thập thông tin kỹ thuật trực tiếp và báo cáo để mọi người biết về cơ hội thực hiện một nghiên cứu dài hạn về các nạn nhân bom nguyên tử. Năm 1946, Lewis Weed, người đứng đầu Hội đồng Nghiên cứu Quốc gia, đã triệu tập một nhóm các nhà khoa học đồng ý rằng một "nghiên cứu chi tiết và lâu dài về các ảnh hưởng sinh học và y học lên con người" là "vô cùng quan trọng đối với Hoa Kỳ và nhân loại nói chung." Tổng thống Harry S. Truman đã ra lệnh thành lập ABCC vào ngày 26 tháng 11 năm 1946. Các thành viên chủ chốt của ABCC gồm Lewis Weed, các bác sĩ của Hội đồng Nghiên cứu Quốc gia là Austin M. Brues và Paul Henshaw, cùng các đại diện quân đội Melvin A. Block và James V. Neel, người cũng là bác sĩ y khoa đồng thời có bằng tiến sĩ di truyền học. Người thứ năm trong nhóm là USNV Ltd. Jg Fredrick Ullrich từ Trung tâm Nghiên cứu Y học Hải quân được Hội đồng Nghiên cứu Quốc gia bổ nhiệm theo đề xuất của Văn phòng Tổng Giám đốc Phẫu thuật.

## Công việc của Ủy ban Nạn nhân Bom Nguyên tử
ABCC đến Nhật Bản vào ngày 24 tháng 11 năm 1946 và làm quen với các thủ tục của quân đội Nhật Bản. Họ đã đến thăm Hiroshima và Nagasaki để xem công việc đang được thực hiện. Họ phát hiện ra rằng người Nhật có một nhóm y tế được tổ chức tốt dưới Hội đồng Nghiên cứu Quốc gia Nhật Bản, đang tiến hành các nghiên cứu về thiệt hại bom nguyên tử cả tức thời lẫn muộn trên các nạn nhân. Việc xác định chính xác số người chết trong hai vụ đánh bom gần như không thể vì cả hai thành phố đều có những người đã sơ tán do thời chiến. Hiroshima đã dự đoán các vụ đánh bom, vì đây là một trung tâm cung ứng quân sự quan trọng, nên nhiều người đã rời khỏi khu vực. Cũng có những người từ các vùng xung quanh đến thành phố không thường xuyên để làm việc. Robert Holmes, giám đốc ABCC từ năm 1954 đến 1957, nói rằng "[những người sống sót] là những người quan trọng nhất đang sống."
ABCC cũng tận dụng công trình của các nhà khoa học Trung Quốc, những người đã nghiên cứu các nạn nhân trước khi ABCC đến Nhật Bản, nên có thông tin từ cả quan chức Mỹ và Trung Quốc. Masao Tsuzuki là chuyên gia hàng đầu Nhật Bản về tác động sinh học của phóng xạ. Ông cho biết có bốn nguyên nhân gây thương tổn trong các thành phố bị đánh bom: nhiệt, áp lực nổ, phóng xạ chính và khí độc phóng xạ. Trong một báo cáo do Tsuzuki công bố, ông đã trả lời câu hỏi, "Năng lượng phóng xạ mạnh ảnh hưởng như thế nào đến cơ thể con người?" Câu trả lời của ông là, "gây tổn thương đến máu, sau đó đến các cơ quan tạo máu như tủy xương, lá lách và các hạch bạch huyết. Tất cả đều bị phá hủy hoặc tổn thương nghiêm trọng. Phổi, ruột, gan, thận v.v... bị ảnh hưởng và chức năng bị rối loạn theo đó." Mức độ tổn thương được phân loại theo mức nghiêm trọng. Những người bị thương nặng là những người ở trong bán kính 1 km từ tâm vụ nổ. Những người bị ảnh hưởng nặng thường tử vong trong vài ngày, một số sống được khoảng hai tuần. Tổn thương vừa phải thấy ở những người sống trong bán kính 1–2 km từ tâm vụ nổ, những người này sống được từ 2–6 tuần. Những người sống trong bán kính 2–4 km chỉ bị tổn thương nhẹ, không gây tử vong nhưng có thể gặp các vấn đề sức khỏe trong vài tháng sau phơi nhiễm.

## ABCC phát triển
ABCC phát triển nhanh chóng vào các năm 1948 và 1949. Số lượng nhân viên tăng gấp bốn lần chỉ trong một năm. Đến năm 1951, tổng số nhân viên là 1063 người – trong đó có 143 người đồng minh và 920 người Nhật. Có lẽ nghiên cứu quan trọng nhất do ABCC thực hiện là nghiên cứu về di truyền học, tập trung vào những điều chưa chắc chắn liên quan đến các tác động lâu dài có thể có của bức xạ ion hóa đối với phụ nữ mang thai và thai nhi của họ. Nghiên cứu không tìm thấy bằng chứng về tổn thương di truyền rộng rãi. Tuy nhiên, nghiên cứu phát hiện tỷ lệ tăng các trường hợp chứng đầu nhỏ và chậm phát triển trí tuệ ở những trẻ em tiếp xúc gần nhất với bức xạ của bom khi còn trong tử cung. Dự án di truyền học đã nghiên cứu tác động của bức xạ lên những người sống sót và con cái của họ. Dự án này được xem là lớn nhất và có tính tương tác cao nhất trong các chương trình của ABCC. Năm 1957, Nhật Bản đã thông qua Luật Hỗ trợ Nạn nhân Bom Nguyên tử, theo đó một số người đủ điều kiện được khám sức khỏe hai lần mỗi năm. Thuật ngữ tiếng Nhật gọi những người sống sót sau bom nguyên tử là hibakusha. Điều kiện để được chăm sóc y tế là những người ở trong vòng vài cây số tính từ tâm vụ nổ vào thời điểm đánh bom; những người trong vòng 2 km tính trong hai tuần sau vụ đánh bom; những người bị phơi nhiễm bức xạ từ bụi phóng xạ và trẻ em trong bụng mẹ là phụ nữ thuộc bất kỳ nhóm nào trong số các nhóm trên.

### Ưu và nhược điểm của ABCC
Có cả ưu và nhược điểm của ABCC. Nhược điểm là họ bỏ qua các nhu cầu nhỏ nhặt của người Nhật. Sàn phòng chờ cho các bà mẹ và trẻ sơ sinh được làm bằng linoleum bóng, và những người phụ nữ đi guốc gỗ thường bị trượt ngã. Biển báo và tạp chí trong phòng chờ đều bằng tiếng Anh. ABCC không thực sự điều trị cho những người sống sót mà họ chỉ nghiên cứu họ trong thời gian dài. Họ yêu cầu người được nghiên cứu đến khám trong giờ làm việc ngày thường, khiến người đó mất một ngày lương, và họ chỉ bồi thường rất ít cho các nạn nhân.  
ABCC đã thực hiện khám sức khỏe cho hibakusha và khám nghiệm tử thi cho người chết, cũng như thu thập rất nhiều mẫu máu và nước tiểu. Tuy nhiên, họ không thực hiện bất kỳ điều trị y tế nào, mặc dù chính những người hibakusha mong muốn được điều trị. Điều này dẫn đến chỉ trích rằng họ bị coi như chuột bạch dù chiến tranh đã kết thúc.
Ưu điểm là họ cung cấp cho mọi người những thông tin y tế quý giá. Trẻ sơ sinh được kiểm tra sức khỏe khi sinh và lần nữa ở 9 tháng tuổi, điều mà thời đó còn hiếm gặp. Việc kiểm tra sức khỏe cho trẻ sơ sinh khỏe mạnh lúc đó là chưa từng có. Người lớn cũng được lợi từ các kỳ khám sức khỏe thường xuyên.

## ABCC trở thành RERF
Năm 1951, Ủy ban Năng lượng Nguyên tử (AEC) có kế hoạch ngừng tài trợ cho công việc của ABCC tại Nhật Bản. Tuy nhiên, James V. Neel đã kháng nghị và AEC quyết định cấp kinh phí 20.000 đô la mỗi năm, trong ba năm, để tiếp tục nghiên cứu. Năm 1956, Neel và William J. Schull đã công bố bản thảo cuối cùng của tác phẩm Ảnh hưởng của việc tiếp xúc với bom nguyên tử đến sự chấm dứt thai kỳ tại Hiroshima và Nagasaki. Bản chuyên khảo này mô tả chi tiết tất cả các dữ liệu họ đã thu thập được Dù nỗ lực của họ, niềm tin vào ABCC ngày càng giảm, vì vậy ABCC đã trở thành Radiation Effects Research Foundation (RERF), với tên gọi và tổ chức quản lý mới, việc tài trợ cho nghiên cứu về những người sống sót sẽ được chia đều bởi Hoa Kỳ và Nhật Bản. RERF được thành lập ngày 1 tháng 4 năm 1975. Là một tổ chức song phương do cả Hoa Kỳ và Nhật Bản điều hành, RERF vẫn hoạt động cho đến ngày nay.

## Những lời chỉ trích và thảo luận về ABCC
Ủy ban Nạn nhân Bom Nguyên tử (ABCC, 1946–1975) thu thập thông tin về tác động y tế của bom hạt nhân lên các hibakusha mà không cung cấp bất kỳ sự chăm sóc y tế, hỗ trợ hay bồi thường tài chính nào cho những cuộc khảo sát có thể kéo dài cả ngày đối với một dân số vốn đã nghèo khó. Mặc dù không thuộc quyền quản lý của lực lượng chiếm đóng, ABCC hoạt động như một công cụ thu thập thông tin cho Hoa Kỳ. Dù các bác sĩ Nhật và Mỹ cùng làm việc trong dự án này, Hoa Kỳ cuối cùng đã sở hữu toàn bộ dữ liệu nghiên cứu, các báo cáo, ảnh và mẫu vật (bao gồm cả các bộ phận cơ thể, đôi khi lấy mà không có sự đồng ý của gia đình), phần lớn trong số đó vẫn được lưu giữ tại Hoa Kỳ đến ngày nay. Thông tin thu thập được từ các bác sĩ không được phép công bố hay chia sẻ tại Nhật trong thời gian chiếm đóng, bao gồm các báo cáo y tế và khám nghiệm tử thi của hibakusha. Hầu hết các báo cáo về hậu quả nhân đạo của vụ nổ bom bị kiểm duyệt tại cả Hoa Kỳ và Nhật Bản. Tuyên truyền cũng được sử dụng để phủ nhận các phát hiện y tế, đặc biệt liên quan đến tác động của phóng xạ trên báo chí Mỹ. Trong khi các bác sĩ Nhật điều trị và thu thập dữ liệu bệnh nhân, lập hồ sơ, thì các báo cáo này sau đó bị Hoa Kỳ thu giữ, cấm công bố và vẫn khó tiếp cận tại Kho Lưu trữ Quốc gia ở Maryland. Một số mẫu vật người và các nghiên cứu lâm sàng được giữ tại Hoa Kỳ cho đến tháng 5 năm 1973, gây đau lòng cho các gia đình hibakusha.

Nhiều hibakusha đã làm chứng về sự nhục nhã khi bị yêu cầu cởi truồng hàng giờ để chụp ảnh, quay phim và khám xét như những đối tượng thí nghiệm của ABCC. Họ phải chịu đựng sự xấu hổ khi lộ rõ sự hói đầu nghiêm trọng, phải lấy mẫu máu và mô mà không có sự hỗ trợ nào. Các nạn nhân báo cáo rằng họ bị ABCC quấy rối, thường xuyên bị triệu tập đi khám, thậm chí có trường hợp bị lấy trẻ em khỏi trường học mà không có sự đồng ý của cha mẹ (hoặc bất chấp sự phản đối của cha mẹ). Việc phải dành hàng giờ cho các cuộc khám khiến hibakusha gặp khó khăn trong việc tìm kiếm việc làm, không được bồi thường tài chính hay cung cấp đồ ăn uống, dù họ rất nghèo. ABCC cũng thực hiện rất nhiều khám nghiệm tử thi, lên đến 500 ca mỗi năm, lấy mẫu mô và các bộ phận cơ thể, thường không có sự đồng ý của gia đình, gửi về Hoa Kỳ. Các khám nghiệm này thường được tiến hành ngay sau khi người chết qua đời, làm gia đình thêm đau lòng. Những người sống sót bị quấy rối không ngừng mà không nhận được bất kỳ sự đền bù nào, trong khi những người đã chết, kể cả trẻ em, bị mổ xẻ.

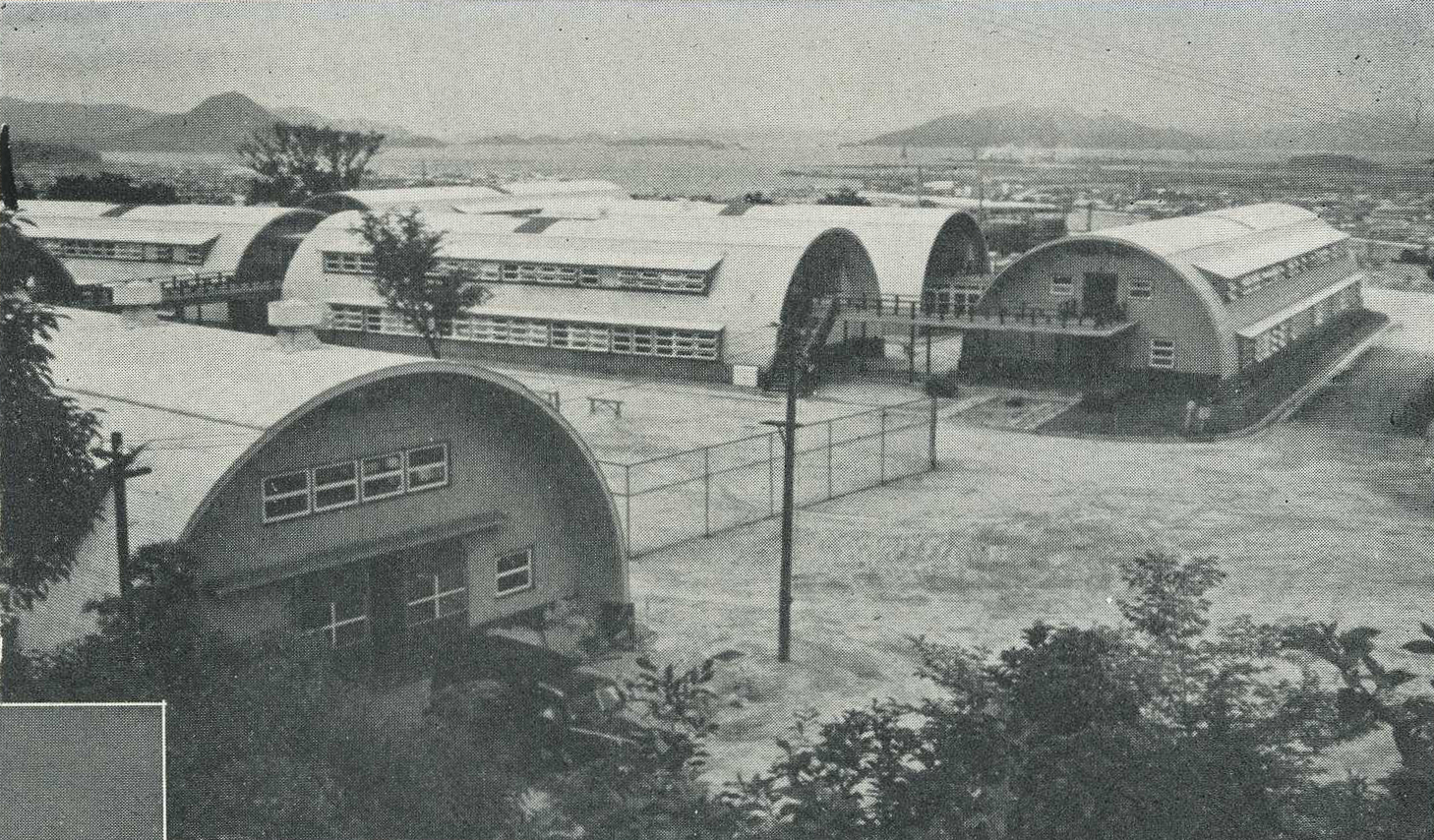
Cơ sở ABCC, năm 1955.

Hầu hết các bà mẹ mang thai sống sót trong vụ đánh bom đều bị sảy thai, trong khi những đứa trẻ sống sót gặp phải chứng đầu nhỏ, bệnh tim, suy giảm trí tuệ nghiêm trọng và chậm phát triển do tiếp xúc phóng xạ cao trong bụng mẹ. Phụ nữ được thông báo rằng nguyên nhân là do căng thẳng và suy dinh dưỡng, khiến họ tự đổ lỗi cho mình. Do kiểm duyệt, họ chỉ biết nguyên nhân thực sự của các bất thường này sau đó.
Không có dữ liệu khả dụng, không thể đưa ra kết luận, dẫn đến việc không thể công bố bất kỳ thông tin nào về hibakusha. Do kiểm duyệt báo cáo, không ai tại Nhật Bản có thể biết về hậu quả của việc phơi nhiễm bức xạ, dẫn đến cái chết của những người tiếp tục bị phơi nhiễm phóng xạ. Đối với các hibakusha đã mất, việc lấy bỏ các cơ quan nội tạng của họ mà không có sự đồng ý vi phạm nguyện vọng của gia đình. Đối với những người sống sót, hồ sơ y tế — vốn rất quan trọng để họ chứng minh được tư cách hibakusha và nhận được sự chăm sóc y tế phù hợp — thường bị thất lạc. Khi các báo cáo y tế trở nên khả dụng, thì đã quá muộn đối với nhiều hibakusha.
Khi các hibakusha cuối cùng được chính phủ Nhật Bản hỗ trợ y tế, họ phải cung cấp giấy tờ chứng minh tư cách. Do hơn 23.000 bộ dữ liệu, bao gồm báo cáo lâm sàng, thi thể người và các tài liệu khác, bị giữ bí mật nhà nước tại Hoa Kỳ đến tháng 5 năm 1973, nhiều hibakusha gặp khó khăn trong việc chứng minh tư cách của mình.
Tương tự như Nghiên cứu giang mai Tuskegee, ABCC đôi khi được xem là một ví dụ về can thiệp y tế chủ yếu cho mục đích thí nghiệm hơn là chăm sóc bệnh nhân.

### Quận Nishiyama ở Nagasaki
Ủy ban ABCC cũng tập trung vào khu Nishiyama  ở Nagasaki. Có dãy núi nằm giữa tâm vụ nổ và Nishiyama, ngăn chặn bức xạ và nhiệt từ vụ nổ trực tiếp đến Nishiyama, do đó không gây thiệt hại ngay lập tức. Tuy nhiên, do tro tro rơi xuống và mưa, mức độ phóng xạ vẫn còn đáng kể. Vì vậy, sau chiến tranh, các cuộc khảo sát sức khỏe được tiến hành mà không thông báo cho dân địa phương về mục đích thực sự. Ban đầu, các nghiên cứu này tại Nishiyama do quân đội Hoa Kỳ tiến hành, sau đó chuyển giao cho ủy ban ABCC.
Vài tháng sau vụ ném bom nguyên tử, cư dân Nishiyama cho thấy sự tăng đáng kể về số lượng bạch cầu. Ở động vật, bệnh bạch cầu có thể phát triển sau khi tiếp xúc toàn thân với bức xạ, nên các nhà nghiên cứu muốn xem điều gì xảy ra ở người. Bệnh Ung thư xương cũng được chẩn đoán ở một số người sau khi nuốt phải vật liệu phóng xạ. Theo báo cáo do ủy ban ABCC viết, cư dân khu Nishiyama, những người không bị ảnh hưởng trực tiếp bởi vụ ném bom, được xem là nhóm dân số lý tưởng để quan sát các tác động của bức xạ còn sót lại.
Hoa Kỳ tiếp tục nghiên cứu về bức xạ còn sót lại ngay cả sau khi Nhật Bản lấy lại độc lập, nhưng kết quả chưa từng được chia sẻ với cư dân Nishiyama. Kết quả là, sau chiến tranh cư dân vẫn tiếp tục làm nông, nhưng số bệnh nhân mắc bệnh bạch cầu tăng lên, và nhiều người đã qua đời.
Sau vụ ném bom nguyên tử, các nhà khoa học Nhật Bản muốn tiến hành nghiên cứu giúp chữa lành cho các hibakusha, nhưng SCAP không cho phép các nhà nghiên cứu Nhật nghiên cứu thiệt hại do bom nguyên tử gây ra. Đặc biệt là đến năm 1946, các quy định rất nghiêm ngặt, điều này góp phần làm tăng số người chết do phơi nhiễm bức xạ.

### Việc sử dụng Thorotrast và nghiên cứu của ABCC ở Hiroshima
Sau Thế chiến II, Ủy ban Nạn nhân Bom Nguyên tử (ABCC), do Hoa Kỳ thành lập tại Hiroshima, đã tiến hành nghiên cứu y học sử dụng chất tương phản phóng xạ Thorotrast và một chất tương phản tương tự gọi là Umbra-Tor. Từ năm 1949 đến 1951, các chất này được tiêm cho bệnh nhân nam từ 19 đến 71 tuổi tại một bệnh viện ở Kure, tỉnh Hiroshima, và sau đó thực hiện chụp X-quang tại các cơ sở của ABCC.
Thorotrast được sử dụng rộng rãi trên thế giới từ những năm 1930 đến 1940. Do nó có xu hướng lưu lại trong cơ thể trong thời gian dài và phát ra bức xạ, nên liên quan đến nguy cơ phơi nhiễm bức xạ nội bộ và ung thư. Ở Nhật Bản, ước tính có từ 20.000 đến 30.000 người đã được tiêm Thorotrast trước khi chiến tranh kết thúc.
Một báo cáo của ABCC năm 1964 ghi nhận rằng trong số 56 người được tiêm chất tương phản, chín người đã chết vào năm 1961, làm dấy lên nghi ngờ về tác động lâu dài của bức xạ, mặc dù không có bằng chứng trực tiếp liên quan đến nguyên nhân tử vong. Trong số 23 bệnh nhân còn sống sót, 20 người vẫn còn dấu vết của chất trong cơ thể, và 14 người biểu hiện các triệu chứng như xơ hóa. Điều này đánh dấu sự thay đổi từ đánh giá tích cực trước đó về Thorotrast sang quan điểm thận trọng hơn.
Mặc dù Thorotrast không được phép sử dụng tại Hoa Kỳ do lo ngại về an toàn, nghiên cứu về tác động của nó vẫn tiếp tục ở Hiroshima trong thời gian chiếm đóng. Người ta cho rằng dữ liệu nghiên cứu sau đó đã được chuyển ra khỏi Nhật Bản.

### Phê phán về nghiên cứu trên người không nhằm mục đích điều trị
Hoa Kỳ đã tiến hành nghiên cứu về tác động của bức xạ tại Nhật Bản. Hibakusha (những người sống sót sau bom nguyên tử) bị triệu tập ngẫu nhiên đến các cơ sở trông giống như bệnh viện, nhưng thay vì được điều trị y tế, hàng chục nghìn người sống sót đã bị sử dụng làm đối tượng nghiên cứu bởi Ủy ban Nạn nhân Bom Nguyên tử (ABCC). Khi các chuyên gia y tế phát hiện những tình trạng có thể đe dọa tính mạng trong số những người sống sót, ABCC không tiết lộ thông tin này cũng không cung cấp điều trị, mà chọn cách quan sát diễn tiến của bệnh.
Nhà sử học Úc Paul Ham đã chỉ trích cách ABCC đối xử với các nạn nhân bom nguyên tử giống như việc sử dụng họ làm chuột thí nghiệm trong phòng thí nghiệm.
Chỉ thị không đề cập đến việc điều trị: kéo dài sự sống, giảm đau không phải là mục đích cũng không phải là hệ quả của công việc này. Bệnh nhân – hay chính xác hơn là những vật được trưng bày – sống hay chết đều không quan trọng đối với nhiệm vụ của các bác sĩ nước ngoài. Cách nạn nhân sống hay chết, tình trạng của họ cải thiện hay xấu đi; họ có bị ung thư sau một thời gian dài hay truyền lại cho con cái; đó là những câu hỏi của nghiên cứu khoa học lạnh lùng. Tóm lại, dân thường Nhật bị nhiễm xạ được dùng làm chuột thí nghiệm của Mỹ. Đây được xem là lợi ích – các nhà duy lý tương lai sẽ tranh luận – của việc ném bom một thành phố: thu thập dữ liệu khoa học về bức xạ gamma.